# Nacash
Pour les articles ayant des titres homophones, voir Nakache et Naccache.
 (mars 2021).
Si vous disposez d'ouvrages ou d'articles de référence ou si vous connaissez des sites web de qualité traitant du thème abordé ici, merci de compléter l'article en donnant les références utiles à sa vérifiabilité et en les liant à la section « Notes et références ».
Nacash (parfois nommé « Les Frères Nacash ») est un groupe de variété française et musiques du monde, composé de cinq frères, qui sont aussi producteurs musicaux.
Leur grand succès Elle imagine raconte l'histoire de leur sœur, née en France et qui n'a pas connu l'Algérie.

## Membres
- Alain Nakache, né le 6 février 1947
- Norbert Nakache, né le 19 février 1954
- Claude Nakache, né le 2 février 1948
- Gérard Nakache, né le 12 mars 1949
- Marc Nakache, né le 3 mai 1957

## Collaborations musicales
- Au début des années 1990, les frères Nacash découvrent Ophélie Winter. Ils coproduisent son premier album No Soucy !, coécrivent le single Dieu m'a donné la foi, qui se classe numéro 1 du Top 50 avec plus de 600 000 exemplaires vendus et certifié par deux disques d'or et un disque de platine. Va suivre Shame on U. L'album devient à son tour disque de platine avec plus de 500 000 copies vendues. À l'époque Paisley Park Records, le label de Prince sollicite les frères Nacash pour travailler avec Ophélie.
- En 1997, Norbert et Marc produisent et réalisent le succès Hasta Siempre Che Guevara interprété par le mannequin argentin Inés Rivero (es).
- En même temps, avec leur frère Alain, ils collaborerent aux premier et deuxième albums (800 000 exemplaires) d'Hélène Ségara en composant notamment Les Vallées d'Irlande ou encore Parlez-moi de nous, etc.
- Ils travaillent en même temps avec Chimène Badi en tant qu'auteurs-compositeurs du titre Tu me manques déjà.
- En 1998-1999, ils découvrent Yael Naim et produisent son premier album, In a Man's Womb.
- En 2004, Norbert et Marc  produisent le rappeur américain J-Five. Avec Chris Richard, ils composent son premier titre, Modern Times en partenariat avec M6 et NRJ, qui se place rapidement numéro un du top 50. Grand succès au Japon, Benelux et Italie. L'album Sweet Little Nothing connaît un succès moindre.
- En 2010, concerts de musique malouf dirigés par Gérard Nacash, Claude Nacash et Hamdi Benani.
- En 2011, un nouvel album Un beau dimanche d'été[Qui ?].
- En 2012, clip On est restés des amis par Claude Nacash et Hamdi Benani.
- En 2012, concert exceptionnel[Quoi ?] au Palace.
- En 2012, concert culturel sur le thème Les Juifs d'Algérie au MAHJ[Quoi ?].
- En 2012, 2013 et 2014, participation musicale à de grands concerts caritatifs (Palais des Congrès, Casino de Paris, province).
- En 2015, concert exceptionnel[Quoi ?] avec de nombreux musiciens et la participation de leur sœur Martine Nacash à l'Espace Cardin.

## Discographie
- 1976 : Zendal
- 1980 : Avec le soleil, Nacash
- 1984 : Sensuela
- 1985 : Charleville-Mézières, Nacash
- 1986 : Rosita, Nacash
- 1987 : Elle imagine, Nacash   (no 3 au Top 50)
- 1988 : Y’a des jours comme ça, Nacash
- 1989 : Il faut du temps (Shalom et Salam)
- 1990 : La Petite Alice, Nacash
- 1992 : Des matins calmes, Nacash

### Collaborations
- 1995 : Dieu m'a donné la foi, Ophélie Winter (no 1 Top 50)
- 1996 : Shame on U, Ophélie Winter
- 1997 : Hasta Siempre Che Guevara, Inés Rivero
- 1998 : Les Vallées d'Irlande, Hélène Ségara
- 1999 : Parlez-moi de nous, Hélène Ségara
- 1999 : Si Tu Ouvres Tes Bras, Alabina
- 2000 : Dans ces moments là, Loubna Maher
- 2001 : Encore une fois, Hélène Ségara
- 2001: Tu me manques déjà, Chimène Badi
- 2001 : In a man's Womb, Do I Do MTV Clip, Yael Naïm
- 2004 : Modern Times, J-Five   (no 1 Top 50)
- 2005 : Find a Way, J-Five

### Albums studio
- 1992: Raçine (Warner)
- 1997 : Best of (Une Musique)
- 2011 : Un beau dimanche d'été (Wagram)

### Participation
- 1988 : Les Enfants sans Noël
- 1989 : Pour toi Arménie